# Мартен Сен-П'єр (хокеїст)
Мартен Сен-П'єр (фр. Martin St. Pierre, нар. 11 серпня 1983, Амбрен) — казахський хокеїст, що грав на позиції центрального нападника. Грав за збірну команду Казахстану.

## Ігрова кар'єра
Хокейну кар'єру розпочав 2000 року виступами за молоіджну команду «Гвелф Сторм» ОХЛ.
3 листопада 2005 року, Мартен як вільний агент підписав контракт з «Чикаго Блекгокс». Більшу частину часу проведеного в складі «чорних яструбів» канадець виступав за фарм-клуби «Норфолк Адміралс» та «Рокфорд АйсГогс». Частину сезону 2007–08 провів у складі російського клубу «Хімік» (Митищі).
24 липня 2008 року його обміняли на гравця «Бостон Брюїнс». 30 грудня 2008 року Сен-П'єр забив свій перший гол за «Брюїнс» у переможній грі 5–2 проти «Піттсбург Пінгвінс».
1 липня 2009 року Сен-П'єр підписав річний контракт з «Оттава Сенаторс».
6 червня 2010 року, канадець уклав однорічну угоду з російським клубом «Нафтохімік». Надалі він захищав кольори команд «Кярпят» та «Зальцбург».
11 липня 2011 року Сен-П'єр підписав річний контракт з командою «Колумбус Блю-Джекетс» але не закріпився в основі та виступав за команди АХЛ.
6 липня 2013 року, Мартен підписав однорічний контракт з «Монреаль Канадієнс». Також відіграв за «Гамільтон Буллдогс», у складі «канадців» нападник провів лише одну гру.
24 липня 2014 року Сен-П'єр повернувся до Європи, погодившись на річний контракт з хорватським клубом КХЛ «Медвещак» (Загреб). Сезон завершив у складі швейцарського клубу «Лозанна».
9 серпня 2015 року Сен-П'єр підписав контракт з клубом КХЛ «Барис». 24 листопада 2017 року, клуб обміняв канадця на гравця команди «Адмірал». У сезоні 2018–19 років Мартен захищав кольори китайської команди «Куньлунь Ред Стар».
У липні 2019 року канадець перейшов до британського клубу «Шеффілд Стілерс».
Останні два сезони кар'єри, захищав кольори команд «ДВТК Єгешмедвек», «Слован» (Братислава) та «Дунайвароші Ацельбікак».
16 березня 2021 року Сен-П'єр оголосив про завершення хокейної кар'єри.
Загалом провів 39 матчів у НХЛ.
Виступав за збірну Казахстану, на головних турнірах світового хокею провів 10 ігор в її складі.

## Статистика

### Клубні виступи
| 1999–2000    | «Гоксбері Гокс»          | ЦКХЛ         | 55  | 30  | 45  | 75  | 77  | —  | — | —  | —  | —  |
| 2000–01      | «Гвелф Сторм»            | ОХЛ          | 68  | 20  | 49  | 69  | 40  | 4  | 0 | 0  | 0  | 4  |
| 2001–02      | «Гвелф Сторм»            | ОХЛ          | 66  | 32  | 53  | 85  | 68  | 9  | 3 | 9  | 12 | 12 |
| 2002–03      | «Гвелф Сторм»            | ОХЛ          | 55  | 11  | 45  | 56  | 74  | 11 | 5 | 11 | 16 | 4  |
| 2003–04      | «Гвелф Сторм»            | ОХЛ          | 68  | 45  | 65  | 110 | 95  | 22 | 8 | 27 | 35 | 20 |
| 2004–05      | «Грінвілл Гроул»         | ХЛСУ         | 45  | 14  | 39  | 53  | 55  | 7  | 2 | 5  | 7  | 6  |
| 2004–05      | «Едмонтон Роуд Раннерс»  | АХЛ          | 18  | 4   | 3   | 7   | 8   | —  | — | —  | —  | —  |
| 2005–06      | «Норфолк Адміралс»       | АХЛ          | 77  | 23  | 50  | 73  | 98  | 4  | 0 | 3  | 3  | 2  |
| 2005–06      | «Чикаго Блекгокс»        | НХЛ          | 2   | 0   | 0   | 0   | 0   | —  | — | —  | —  | —  |
| 2006–07      | «Норфолк Адміралс»       | АХЛ          | 65  | 27  | 72  | 99  | 100 | 6  | 0 | 1  | 1  | 6  |
| 2006–07      | «Чикаго Блекгокс»        | НХЛ          | 14  | 1   | 3   | 4   | 8   | —  | — | —  | —  | —  |
| 2007–08      | «Хімік» (Митищі)         | Росія        | 14  | 1   | 6   | 7   | 16  | —  | — | —  | —  | —  |
| 2007–08      | «Рокфорд АйсГогс»        | АХЛ          | 69  | 21  | 67  | 88  | 80  | 12 | 2 | 12 | 14 | 12 |
| 2007–08      | «Чикаго Блекгокс»        | НХЛ          | 5   | 0   | 0   | 0   | 0   | —  | — | —  | —  | —  |
| 2008–09      | «Провіденс Брюїнс»       | АХЛ          | 61  | 15  | 51  | 66  | 58  | 16 | 5 | 11 | 16 | 26 |
| 2008–09      | «Бостон Брюїнс»          | НХЛ          | 14  | 2   | 2   | 4   | 4   | —  | — | —  | —  | —  |
| 2009–10      | «Бінгхемптон Сенаторс»   | АХЛ          | 77  | 24  | 48  | 72  | 50  | —  | — | —  | —  | —  |
| 2009–10      | «Оттава Сенаторс»        | НХЛ          | 3   | 0   | 0   | 0   | 0   | —  | — | —  | —  | —  |
| 2010–11      | «Нафтохімік»             | КХЛ          | 8   | 1   | 1   | 2   | 8   | —  | — | —  | —  | —  |
| 2010–11      | «Кярпят»                 | СМ-Л         | 27  | 8   | 6   | 14  | 6   | —  | — | —  | —  | —  |
| 2010–11      | «Ред Булл»               | Австрія      | 11  | 3   | 9   | 12  | 18  | 18 | 2 | 10 | 12 | 20 |
| 2011–12      | «Спрингфілд Фалконс»     | АХЛ          | 73  | 11  | 53  | 64  | 56  | —  | — | —  | —  | —  |
| 2012–13      | «Рокфорд АйсГогс»        | АХЛ          | 76  | 26  | 33  | 59  | 59  | —  | — | —  | —  | —  |
| 2013–14      | «Гамільтон Буллдогс»     | АХЛ          | 71  | 10  | 38  | 48  | 48  | —  | — | —  | —  | —  |
| 2013–14      | «Монреаль Канадієнс»     | НХЛ          | 1   | 0   | 0   | 0   | 0   | —  | — | —  | —  | —  |
| 2014–15      | «Медвещак» (Загреб)      | КХЛ          | 57  | 10  | 23  | 33  | 58  | —  | — | —  | —  | —  |
| 2014–15      | «Лозанна»                | НЛА          | 3   | 1   | 0   | 1   | 0   | 1  | 0 | 0  | 0  | 0  |
| 2015–16      | «Барис»                  | КХЛ          | 55  | 7   | 17  | 24  | 32  | —  | — | —  | —  | —  |
| 2016–17      | «Барис»                  | КХЛ          | 54  | 11  | 20  | 31  | 22  | 10 | 3 | 3  | 6  | 10 |
| 2017–18      | «Барис»                  | КХЛ          | 30  | 6   | 18  | 24  | 4   | —  | — | —  | —  | —  |
| 2017–18      | «Адмірал»                | КХЛ          | 10  | 0   | 4   | 4   | 4   | —  | — | —  | —  | —  |
| 2018–19      | «Куньлунь Ред Стар»      | КХЛ          | 27  | 4   | 8   | 12  | 10  | —  | — | —  | —  | —  |
| 2019–20      | «Шеффілд Стілерс»        | БЕЛ          | 5   | 1   | 1   | 2   | 4   | —  | — | —  | —  | —  |
| 2019–20      | «ДВТК Єгешмедвек»        | Словаччина   | 17  | 4   | 9   | 13  | 28  | —  | — | —  | —  | —  |
| 2019–20      | «Слован» (Братислава)    | Словаччина   | 21  | 4   | 14  | 18  | 18  | —  | — | —  | —  | —  |
| 2020–21      | «Дунайвароші Ацельбікак» | Ерсте ліга   | 31  | 6   | 20  | 26  | —   | —  | — | —  | —  | —  |
| Усього в АХЛ | Усього в АХЛ             | Усього в АХЛ | 587 | 161 | 415 | 576 | 557 | 38 | 7 | 27 | 34 | 46 |
| Усього в НХЛ | Усього в НХЛ             | Усього в НХЛ | 39  | 3   | 5   | 8   | 12  | —  | — | —  | —  | —  |
| Усього в КХЛ | Усього в КХЛ             | Усього в КХЛ | 241 | 39  | 91  | 130 | 138 | 10 | 3 | 3  | 6  | 10 |

### Збірна
| Рік                | Команда            | Турнір             | Місце              | І  | Г | П | О | ШХ |
| ------------------ | ------------------ | ------------------ | ------------------ | -- | - | - | - | -- |
| 2017               | Казахстан          | ЧС D1A             | 19-е               | 5  | 1 | 2 | 3 | 6  |
| 2019               | Казахстан          | ЧС D1A             | 17-е               | 5  | 0 | 3 | 3 | 4  |
| Національна збірна | Національна збірна | Національна збірна | Національна збірна | 10 | 1 | 5 | 6 | 10 |